# Chelsea F.C.
Chelsea F.C. je engleski nogometni klub iz zapadnog Londona, zvan i The Blues ("Plavi") ili prije toga The Pensioners ("Umirovljenici"). Klub je osnovan 1905. godine, igra u Premier ligi i većinu svoje povijesti proveo je pri vrhu engleskog nogometa. Chelsea je osvojio šest naslova prvaka Engleske, sedam FA kupova, četiri Liga-kupa, dva puta trofej Kupa pobjednika kupova te dva puta Ligu prvaka.
Prvi veliki uspjeh klub je doživio 1955. godine kada je postao prvak Engleske. Triput je igrao finale Lige prvaka: 2008. kada je izgubio protiv Manchester Uniteda u Moskvi nakon izvođenja jedanaesteraca, 2012. kada je slavio u Münchenu protiv Bayerna nakon izvođenja jedanaesteraca, 2021. kada je pobijedio Manchester City i po drugi put osvojio titulu Lige prvaka.
Chelseajev dom je Stamford Bridge, kapaciteta 40.343 ljudi, smješten u Fulhamu u zapadnom Londonu, gdje igraju od osnivanja kluba. Godine 2003. bogati je ruski poduzetnik Roman Abramovič kupio klub.
Tradicionalna oprema Chelseaja sastoji se od plave majice i hlačica te bijelih čarapa. Grb kluba se mijenjao nekoliko puta u svrhu moderniziranja pa je tako trenutačni grb modificirana verzija grba iz 1950-ih.

## Povijest
Chelsea je osnovan 10. ožujka 1905. godine u pubu po imenu The Rising Sun. U svojim počecima klub nije doživljavao veliki uspjeh, najbliže tome su bili 1915. godine kada su došli do finala FA kupa i izgubili od Sheffield Uniteda. Bivši napadač engleske reprezentacije Ted Drake postaje trener 1952. godine te započinje modernizaciju kluba. Mijenja se grb Pensionersa, poboljšava se omladinski pogon i režim treninga te se nadograđuje stadion. Sve to je dovelo do prvog velikog uspjeha, kada je klub iz zapadnog Londona postao po prvi put prvakom Engleske lige u sezoni 1954./55.
Šezdesetih godina mladi i talentirani Chelsea pod vodstvom Tommyja Dochertyja osvaja nekoliko natjecanja pa tako i Engleski Liga kup u sezoni 1964./65., a 1970. godine osvaja i prvi FA kup pobijedivši u finalu Leeds United rezultatom 2:1. Sljedeće godine Chelsea ostvaruje prve uspjehe u Europi osvojivši Kup pobjednika kupova u Ateni, svladavši pritom Real Madrid.

### Od 2003.
Ruski milijarder Roman Abramovič 2003. kupuje Chelsea, uvodeći je u novu eru. Dobrim ulaganjem u klub podigao ga je na znatno viši nivo. Vjerojatno najvažniji korak bilo je dovođenje José Mourinha. Već iste sezone (2004./5.) rezultati se pokazuju – Chelsea osvaja ligu. Otad je do danas osvojila još 2 puta ligu i 4 puta FA Cup, 2 puta Engleski Liga kup, te 2 puta Community Shield. Abramovič je solidan engleski klub postavio u sami svjetski vrh. 2008. klub je nastupio čak u finalu najelitnijeg europskog natjecanja – Ligi prvaka. Tu je u finalu poražen lutrijom jedanaesteraca od Manchester Uniteda. Osim što je iduće godine osigurala opetovano polufinale Lige prvaka, sve do zadnje minute i bila je u tom finalu. A onda, Iniesta zabija i odvodi Barcelonu u finale. Taj polufinalni ogled poprilično je kontroverzan obzirom na suđenje te večeri, a to je bio možda i najveći uzročnik pogrdnog Barceloninog nadimka Uefalona, konotirajući navodnu Uefinu naklonost prema Barceloni. No kako će reći navijači Chelsea, pravda je došla 2012. godine u finalnom meču s Bayern Münchenom kad je Chelsea napokon uzela titulu Lige prvaka. Ponovo je nastupila lutrija jedanaesteraca, a odlučujući jedanaesterac zabio je klupska ikona – Didier Drogba. On je zajedno s John Terryjem i Frankom Lampardom obilježio Abramovičevo razdoblje u igračkom aspektu. Iduće godine, zbog nešto slabijeg ligaškog nastupa prošle sezone, klub je nastupio u nešto nižem natjecanju – Europska liga. No osvojio je. Uz sve te uspjehe od dolaska Abramoviča, Chelsea je sve to vrijeme bio u samom vrhu engleske lige, te u europskim natjecanjima, svake godine. Sredinom 2013., Mourinho, koji je 2008. otišao u Inter (potom i u Real Madrid), se vraća u Chelsea, potpisavši ugovor koji ga veže do 2017. godine.

## Igrač godine
| God.  | Dobitnik      |
| ----- | ------------- |
| 1967. | Peter Bonetti |
| 1968. | Charlie Cooke |
| 1969. | David Webb    |
| 1970. | John Hollins  |
| 1971. | John Hollins  |
| 1972. | David Webb    |
| 1973. | Peter Osgood  |
| 1974. | Gary Locke    |
| 1975. | Charlie Cooke |
| 1976. | Ray Wilkins   |
| 1977. | Ray Wilkins   |
| 1978. | Micky Droy    |
| 1979. | Tommy Langley |
| 1980. | Clive Walker  |
| 1981. | Petar Borota  |

| God.  | Dobitnik          |
| ----- | ----------------- |
| 1982. | Mike Fillery      |
| 1983. | Joey Jones        |
| 1984. | Pat Nevin         |
| 1985. | David Speedie     |
| 1986. | Eddie Niedzwiecki |
| 1987. | Pat Nevin         |
| 1988. | Tony Dorigo       |
| 1989. | Graham Roberts    |
| 1990. | Ken Monkou        |
| 1991. | Andy Townsend     |
| 1992. | Paul Elliott      |
| 1993. | Frank Sinclair    |
| 1994. | Steve Clarke      |
| 1995. | Erland Johnsen    |
| 1996. | Ruud Gullit       |

| God.  | Dobitnik        |
| ----- | --------------- |
| 1997. | Mark Hughes     |
| 1998. | Dennis Wise     |
| 1999. | Gianfranco Zola |
| 2000. | Dennis Wise     |
| 2001. | John Terry      |
| 2002. | Carlo Cudicini  |
| 2003. | Gianfranco Zola |
| 2004. | Frank Lampard   |
| 2005. | Frank Lampard   |
| 2006. | John Terry      |
| 2007. | Michael Essien  |
| 2008. | Joe Cole        |
| 2009. | Frank Lampard   |
| 2010. | Didier Drogba   |
| 2011. | Petr Čech       |

| God.  | Dobitnik       |
| ----- | -------------- |
| 2012. | Juan Mata      |
| 2013. | Juan Mata      |
| 2014. | Eden Hazard    |
| 2015. | Eden Hazard    |
| 2016. | Willian        |
| 2017. | Eden Hazard    |
| 2018. | N'Golo Kanté   |
| 2019. | Eden Hazard    |
| 2020. | Mateo Kovačić  |
| 2021. | Mason Mount    |
| 2022. | Mason Mount    |
| 2023. | Thiago Silva   |
| 2024. | Cole Palmer    |
| 2025. | Moisés Caicedo |

## Organizacija kluba
Chelsea Ltd.
Vlasnici: Todd Boehly, Clearlake Capital, Mark Walter, Hansjoerg Wyss
Chelsea FC plc
Predsjednik: Bruce Buck
Direktori: Eugene Tenenbaum i Marina Granovskaia
Izvršni odbor
Sekretar:  David Barnard
Predsjednik: Bruce Buck
Direktori: Eugene Tenenbaum i Marina Granovskaia
Šef komercijalnih aktivnosti: Christian Purslow
Vječni predsjednik:
Richard Attenborough

## Klupski uspjesi

### Domaći uspjesi
- First Division/Premier liga
  - Prvak (6): 1954./55., 2004./05., 2005./06., 2009./10., 2014./15., 2016./17.

- Second Division
  - Prvak (2): 1983./84., 1988./89.

- FA kup
  - Osvajač (8): 1969./70., 1996./97., 1999./00., 2006./07., 2008./09., 2009./10., 2011./12., 2017./18.

- Engleski Liga kup
  - Osvajač (5): 1964./65., 1997./98., 2004./05., 2006./07., 2014./15.

- FA Charity Shield/Community Shield
  - Osvajač (4): 1956., 2000., 2005., 2009.

- Full Members' Cup
  - Osvajač (2): 1985./86., 1989./90.

- FA Youth Cup
  - Osvajač (3): 1960., 1961, 2010.

### Europski uspjesi
- UEFA Liga prvaka
  - Osvajač (2): 2011./12., 2020./21.
  - Finalist (1): 2007./08.
- UEFA Europska liga
  - Osvajač (2): 2012./13., 2018./19.
- UEFA Konferencijska liga
  - Osvajač (1): 2024./25.
- Kup pobjednika kupova
  - Osvajač (2): 1970./71., 1997./98.
- UEFA Superkup
  - Osvajač (2): 1998., 2021.
  - Finalist (3): 2012., 2013., 2019.
- FIFA Svjetsko klupsko prvenstvo
  - Osvajač (2): 2021., 2025.

## Vanjske poveznice
- Službena stranica